# Pointe-à-Pitre nemzetközi repülőtér
A Pointe-à-Pitre nemzetközi repülőtér (IATA: PTP, ICAO: TFFR) Franciaország egyik nemzetközi repülőtere, amely Pointe-à-Pitre közelében található. Éves utasforgalma 2 488 782 fő (2019).

## Futópályák
A repülőtér futópályái:
- 11/29

## Forgalom
Az utasforgalom az elmúlt években az alábbi módon változott:
| Utasok száma | 740 000 | 1 218 000 | 1 356 000 | 1 688 000 | 1 963 578 | 1 721 648 | 1 723 507 | 1 961 580 | 2 442 455 | 2 077 233 |
|              | 1980    | 1987      | 1992      | 1996      | 2000      | 2005      | 2009      | 2013      | 2018      | 2022      |